# Axonopus laxus
Axonopus laxus är en gräsart som beskrevs av Luces. Axonopus laxus ingår i släktet Axonopus och familjen gräs.
Artens utbredningsområde är Venezuela. Inga underarter finns listade i Catalogue of Life.